# 사나다 태평기
《사나다 태평기》(일본어: 真田太平記 사나다 태평기 [*])은 1985년 4월 3일부터 1986년 3월 19일까지 일본 NHK에서 매주 화요일 밤 10시부터 10시 44분까지 방송된 사극이다. 사극 작가의 이케나미 쇼타로 소설을 영상화 한 것이다. 일본 전국 시대의 사나다 일족을 그린 작품이다.

## 등장 인물

#### 사나다씨
- 와타세 츠네히코 - 사나다 노부유키 역
- 쿠사카리 마사오 - 사나다 노부시게 역
- 단바 데쓰로 - 사나다 마사유키 역
- 에노키 다카아키
- 나카무라 시칸 (8대) - 사스케 역

#### 도요토미씨
- 류 라이타 - 카토 키요마사 역
- 오카다 마리코 - 요도도노 역